# Întâia epistolă a lui Petru
Întâia epistolă catolică a lui Petru (sau Întâia Epistolă Sobornicească a Sfântului Apostol Petru) este o carte a Noului Testament.
Mulți cercetători critici ai Bibliei consideră că a fost scrisă sub nume fals. Majoritatea bibliștilor resping ideea că Petru ar fi scris ceva din Biblie.